# GP Ouest France-Plouay 2015 (mannen)
De 79e editie van de GP Ouest France-Plouay werd verreden op 30 augustus 2015. De wedstrijd maakte deel uit van de UCI World Tour 2015. Vorig jaar was Sylvain Chavanel de snelste van een kopgroep van zeven renners. Dit jaar won Alexander Kristoff de massasprint.

## Deelnemers
| 17 UCI World Tour-ploegen | 17 UCI World Tour-ploegen | 17 UCI World Tour-ploegen | 7 wildcards                  |
| ------------------------- | ------------------------- | ------------------------- | ---------------------------- |
| AG2R La Mondiale          | Giant-Alpecin             | Movistar                  | Bretagne-Séché Environnement |
| Astana                    | IAM Cycling               | Orica-GreenEdge           | CCC Sprandi Polkowice        |
| BMC Racing Team           | Katjoesja                 | Team Sky                  | Cofidis                      |
| Cannondale-Garmin         | Lampre-Merida             | Tinkoff-Saxo              | Cult Energy Pro Cycling      |
| Etixx-Quick Step          | LottoNL-Jumbo             | Trek Factory Racing       | Team Europcar                |
| FDJ                       | Lotto Soudal              |                           | Southeast                    |
|                           |                           |                           | Wanty-Groupe Gobert          |
|                           |                           |                           |                              |

## Uitslag
| GP Ouest France-Plouay 2015 |                      |                              |          |
| Plaats                      | Naam                 | Ploeg                        | Tijd     |
| Winnaar                     | Alexander Kristoff   | Team Katusha                 | 5u31'32" |
| 2                           | Simone Ponzi         | Southeast                    | z.t.     |
| 3                           | Ramūnas Navardauskas | Cannondale-Garmin            | z.t.     |
| 4                           | Grega Bole           | CCC Sprandi Polkowice        | z.t.     |
| 5                           | Jürgen Roelandts     | Lotto Soudal                 | z.t.     |
| 6                           | Anthony Roux         | FDJ                          | z.t.     |
| 7                           | Armindo Fonseca      | Bretagne-Séché Environnement | z.t.     |
| 8                           | Wout Poels           | Team Sky                     | z.t.     |
| 9                           | Rasmus Guldhammer    | Cult Energy Pro Cycling      | z.t.     |
| 10                          | Magnus Cort          | Orica-GreenEdge              | z.t.     |

Bretagne Classic: 1931 · 1932 · 1933 · 1934 · 1935 · 1936 · 1937 · 1938 · 1939 - 1944 · 1945 · 1946 · 1947 · 1948 · 1949 · 1950 · 1951 · 1952 · 1953 · 1954 · 1955 · 1956 · 1957 · 1958 · 1959 · 1960 · 1961 · 1962 · 1963 · 1964 · 1965 · 1966 · 1967 · 1968 · 1969 · 1970 · 1971 · 1972 · 1973 · 1974 · 1975 · 1976 · 1977 · 1978 · 1979 · 1980 · 1981 · 1982 · 1983 · 1984 · 1985 · 1986 · 1987 · 1988 · 1989 · 1990 · 1991 · 1992 · 1993 · 1994 · 1995 · 1996 · 1997 · 1998 · 1999 · 2000 · 2001 · 2002 · 2003 · 2004 · 2005 · 2006 · 2007 · 2008 · 2009 · 2010 · 2011 · 2012 · 2013 · 2014 · 2015 · 2016 · 2017 · 2018 · 2019 · 2020 · 2021 · 2022 · 2023 · 2024
Classic Lorient Agglomération: 1999 · 2000 · 2001 · 2002 · 2003 · 2004 · 2005 · 2006 · 2007 · 2008 · 2009 · 2010 · 2011 · 2012 · 2013 · 2014 · 2015 · 2016 · 2017 · 2018 · 2019 · 2020 · 2021 · 2022 · 2023 · 2024
 Tour Down Under · 
 Parijs-Nice · 
 Tirreno-Adriatico · 
 Milaan-San Remo ·
 E3 Harelbeke ·
 Ronde van Catalonië ·
 Gent-Wevelgem ·
 Ronde van Vlaanderen ·
 Ronde van Baskenland ·
 Parijs-Roubaix ·
 Amstel Gold Race ·
 Waalse Pijl ·
 Luik-Bastenaken-Luik ·
 Ronde van Romandië ·
 Ronde van Italië ·
 Critérium du Dauphiné ·
 Ronde van Zwitserland ·
 Ronde van Frankrijk ·
 Clásica San Sebastián ·
 Ronde van Polen ·
/ Eneco Tour ·
 Vattenfall Cyclassics ·
 GP Ouest-France Plouay ·
 Grote Prijs van Quebec ·
 Ronde van Spanje ·
 Grote Prijs van Montreal ·
 UCI Ploegentijdrit ·
 Ronde van Lombardije